# 約束の日 (I WiSHの曲)
『約束の日』（やくそくのひ）は、I WiSHの3rdシングルである。

## 解説
- 2004年5月19日にSME Recordsよりリリースされた。
- 初回生産限定盤はDVD付き。

## 収録曲
1. 約束の日
  - 作詞：ai、山口光 / 作曲：nao / 編曲：家原正樹、nao

恋愛3部作の3作目。
リクルート社の結婚情報誌『ゼクシィ』とのコラボレーション曲
2. あなたが旅立ったあの春のにおい
  - 作詞：ai / 作曲：nao / 編曲：家原正樹、nao

## 収録作品
約束の日
- シングル『LOVE SONGS 4 YOU』（Happy Wedding Mixを収録）
- アルバム『WISH』
- アルバム『BEST WiSHES』
- アルバム『The Complete Collection of I WiSH』

あなたが旅立ったあの春のにおい
- アルバム『BEST WiSHES』
- アルバム『The Complete Collection of I WiSH』